# 喬丹·布朗殺人案
喬丹·布朗案，是美國賓夕法尼亞州一宗謀殺案。檢方認為時年11歲的喬丹·布朗（1997年8月30日—）槍擊了其父親的未婚妻肯齐·玛丽·霍克（Kenzie Marie Houk），并導致霍克女士和她腹中8個多月的嬰兒雙雙死亡，法院於2012年4月宣判喬丹·布朗一級謀殺罪成立，并要求他繼續關押在少管所直至21歲成年時開始服無期徒刑。2018年7月，賓夕法尼亞州最高法院認為判定喬丹·布朗爲殺人兇手的證據不足，推翻了之前的審判結果，喬丹隨後獲得無罪釋放。

## 調查經過
案發於2009年2月20日早晨，克里斯·布朗的26歲未婚妻肯齐·玛丽·霍克（Kenzie Marie Houk）側躺在床上因背部受到槍擊致死，她當時已懷有8.5個月的身孕，嬰兒也因此斃命。
案發當日，克里斯·布朗外出上班，家中只有他的兒子喬丹·布朗，霍克女士，以及她的4歲女兒和7歲女兒。除了次女留在家，喬丹和長女隨後也都外出上學。霍克女士死亡後數小時，小女兒纔發現母親死亡，并走出門外告訴了修樹工，隨後修樹工報警。
警方曾懷疑兇手為霍克女士的前男友。有證據表明霍克女士的前男友曾對她發出過施暴威脅；霍克女士遇害前兩週，他還收到過親子鑒定報告，報告顯示小女兒的生父並非自己，他此前卻以為兩個女兒都是自己親生；而且喬丹·布朗還說當日看到家門口停著一輛黑色皮卡，看上去很像霍克女士前男友的車。
然而，霍克女士的長女向警方表示，母親當天曾催促孩子們加快速度出門趕上校車，自己在出門前看見喬丹從房間裡拿出他常用的20gauge規格口徑少年霰彈獵槍上樓，發出巨響後再下樓出門。長女曾在路上追問巨響來源，喬丹緘口不答。且喬丹的證詞前後不一，更加引起警方懷疑。最後，警方從死者顱內取出彈殼，比對喬丹槍彈發現吻合；同時，警方在喬丹的衣服上發現火藥殘留物，在他的臥室里找到了這把20gauge規格口徑霰彈獵槍以及用過的彈殼。警方當日對喬丹進行兩次審訊後，確定喬丹有謀殺嫌疑，於翌日早晨逮捕了他，將其羈押在伊利的少管所。

## 審判經過
劳伦斯地方检察官提起指控，賓夕法尼亞州總法務官接訴，開始對喬丹展開調查審判。儘管喬丹一直聲稱自己是無辜的，法庭仍認為他的犯罪動機是嫉妒父親將愛都給了未婚妻肯齊和她的腹中子，於2012年4月13日宣判布朗一級謀殺罪成立，需要繼續關押在少管所直到他21歲時以成年人身份開始服無期徒刑。

## 推翻判決
2013年5月8日，賓夕法尼亞州最高法院撤销了其違法裁定，理由是“明显滥用自由裁量权”，并将案件送返少年法庭。
喬丹於2015年曾要求重審及撤銷案件，但遭到拒絕。2016年底，19歲的喬丹獲得假釋，並與一名親戚住在其他州。
2018年7月，賓夕法尼亞州最高法院五位大法官一致推翻了此前的判決，認為少年法庭判決喬丹謀殺的證據不足，喬丹最終獲無罪釋放。